# Ordre de bataille supplémentaire
Au sein de l'Armée canadienne, un régiment est placé dans l'ordre de bataille supplémentaire lorsque son existence n'est plus nécessaire. Un régiment placé dans l'ordre de bataille supplémentaire est « virtuellement dissous » et re-formé seulement lorsque le ministère de la Défense nationale juge que l'unité est requise à nouveau. L'ordre de bataille supplémentaire a été instituée comme alternative au lieu de directement dissoudre les régiments durant les rationalisations de l'armée dans les années 1960. Si un régiment de l'ordre de bataille supplémentaire est formé à nouveau, il reprend son ancienne place dans l'ordre de préséance ainsi que ses drapeaux, ses traditions et ses honneurs de bataille comme s'il n'avait jamais connu d'interruption de service.

## Histoire
Le 5 septembre 2008, le ministre de la Défense, Peter MacKay, a annoncé que The Halifax Rifles (RCAC) seraient ré-activés comme unité active de la Première réserve. Il s'agit du premier et du seul régiment de l'ordre de bataille supplémentaire à être ré-activé. Deux autres unités de l'ordre de bataille supplémentaire avaient auparavant été fusionnées avec d'autres unités de la Première réserve, soit The Irish Fusiliers of Canada (The Vancouver Regiment) qui fusionnièrent avec The British Columbia Regiment (Duke of Connaught's Own) en 2002 et les 19th Alberta Dragoons (en) qui fusionnèrent avec The South Alberta Light Horse en 2006.

## Liste des régiments de l'ordre de bataille supplémentaire

### Corps blindé royal canadien
- 4th Princess Louise Dragoon Guards (en) formés en 1875 et déplacés à l'ordre de bataille supplémentaire en 1965
- 12th Manitoba Dragoons formés en 1903 et déplacés à l'ordre de bataille supplémentaire en 1964
- 14th Canadian Hussars (en) formés en 1910 et déplacés à l'ordre de bataille supplémentaire en 1968

### Régiment royal de l'Artillerie canadienne
- 3rd Regiment, Royal Canadian Horse Artillery formé en 1951 et déplacé à l'ordre de bataille supplémentaire en 1992
- 4th Regiment, Royal Canadian Horse Artillery formé en 1952 et déplacé à l'ordre de bataille supplémentaire en 1970
- 8th Field Artillery Regiment, RCA (en) formé en 1912 et déplacé à l'ordre de bataille supplémentaire en 1970
- 12th Field Artillery Regiment, RCA formé en 1905 et déplacé à l'ordre de bataille supplémentaire en 1965
- 14th Field Artillery Regiment, RCA formé en 1912 et déplacé à l'ordre de bataille supplémentaire en 1968
- 18th Field Artillery Regiment, RCA formé en 1920 et déplacé à l'ordre de bataille supplémentaire en 1970
- 21st Field Artillery Regiment, RCA formé en 1936 et déplacé à l'ordre de bataille supplémentaire en 1970
- 24th Field Artillery Regiment, Royal Canadian Artillery (en) formé en 1914 et déplacé à l'ordre de bataille supplémentaire en 1965
- 27th Field Artillery Regiment, RCA (en) formé en 1910 et déplacé à l'ordre du bataille supplémentaire en 1970
- 29th Field Artillery Regiment, RCA formé en 1898 et déplacé à l'ordre de bataille supplémentaire en 1965
- 34th Field Artillery Regiment, RCA formé en 1942 et déplacé à l'ordre de bataille supplémentaire en 1965
- 37th Field Artillery Regiment, RCA formé en 1905 et déplacé à l'ordre de bataille supplémentaire en 1965
- 39th Field Artillery Regiment (Self-Propelled), RCA formé en 1914 et déplacé à l'ordre de bataille supplémentaire en 1965
- 40th Field Artillery Regiment, RCA formé en 1936 et déplacé à l'ordre de bataille supplémentaire en 1981
- 44th Field Artillery Regiment, RCA formé en 1946 et déplacé à l'ordre de bataille supplémentaire en 1965
- 46th Field Artillery Regiment, RCA formé en 1936 et déplacé à l'ordre de bataille supplémentaire en 1968
- 50th Field Artillery Regiment (The Prince of Wales Rangers), RCA (en) formée en 1866 et déplacé à l'ordre de bataille supplémentaire en 1970
- 53rd Field Artillery Regiment, RCA formé en 1946 et déplacé à l'ordre de bataille supplémentaire en 1968
- 57th Field Artillery Regiment (2nd/10th Dragoons), RCA (en) formé en 1872 et déplacé à l'ordre de bataille supplémentaire en 1970
- 19th Medium Artillery Regiment, RCA formé en 1920 et déplacé à l'ordre de bataille supplémentaire en 1965
- 33rd Medium Artillery Regiment, RCA (en) formé en 1946 et déplacé à l'ordre de bataille supplémentaire en 1965
- 42nd Medium Artillery Regiment, RCA formé en 1931 et déplacé à l'ordre de bataille supplémentaire en 1965
- 1st Artillery Locating Regiment, RCA formé en 1946 et déplacé à l'ordre de bataille supplémentaire en 1965

### Corps d'infanterie royal canadien
- The Canadian Guards formés en 1951 et déplacés à l'ordre de bataille supplémentaire en 1970
- Victoria Rifles of Canada formés en 1862 et déplacés à l'ordre de bataille supplémentaire en 1965
- The Royal Rifles of Canada formés en 1862 et déplacés à l'ordre de bataille supplémentaire en 1966
- Le Régiment de Joliette (en) formé en 1871 et déplacé à l'ordre de bataille supplémentaire en 1964
- The Perth Regiment formé en 1886 et déplacé à l'ordre de bataille supplémentaire en 1965
- The South Saskatchewan Regiment (en) formé en 1905 et déplacé à l'ordre de bataille supplémentaire en 1968
- The Winnipeg Grenadiers (en) formés en 1908 et déplacés à l'ordre de bataille supplémentaire en 1965
- 1er bataillon, The Irish Regiment of Canada formé en 1915 et déplacé à l'ordre de bataille supplémentaire en 1965
- The Yukon Regiment (en) formé en 1962 et déplacé à l'ordre de bataille supplémentaire en 1968